# 绥芬河镇
绥芬河镇，是中华人民共和国黑龙江省牡丹江市绥芬河市下辖的一个乡镇级行政单位。

## 行政区划
绥芬河镇下辖以下地区：
友谊社区、新华社区、永安社区、山城社区、前进社区、北海社区、象山社区、光华社区、三合林社区、新兴社区、铁西社区、前进村和绥东村。